# Corythomantis
Corythomantis ist eine Gattung der Laubfrösche (Hylidae), die im Nordosten Brasiliens endemisch ist. Die Gattung war lange Zeit monotypisch, mit der einzigen Art Corythomantis greeningi, die im Jahr 1896 von Boulenger erstmals beschrieben worden war. Im Jahr 2012 kam mit Corythomantis galeata eine weitere Art hinzu, die jedoch später in die Gattung Nyctimantis gestellt wurde. Erst 2021 wurde eine weitere Art entdeckt, nämlich Corythomantis botoque. Die Arten von Corythomantis gehören zu den so genannten „Helmfröschen“, die durch zusätzliche Verknöcherungen der Haut eine verhärtete Schädelkapsel bilden können.

## Merkmale
Die Frösche werden bei der Art Corythomantis greeningi rund 7 bis 8 Zentimeter lang.

## Lebensweise
Die Frösche können leben in trockenen, semiariden Gebieten im Nordosten Brasiliens, die Caatinga genannt werden. Dort bewohnen sie verschiedene Habitate, von trockenen und feuchten Savannen bis zu felsigen Biotopen.
Corythomantis produziert ein Gift, das durch Kopfstöße auf einen möglichen Feind übertragen werden kann. Dazu dienen knöcherne Stachelbildungen, die am Rand des Kopfes bis an die Hautoberfläche reichen und von drüsigem Gewebe umgeben sind. Diese Drüsen produzieren ein Nervengift, dessen Lethalfaktor doppelt so groß ist wie der von Grubenottern (Gattung Bothrops). Es kann nicht nur passiv auf mögliche Feinde übertragen werden wie bei den Pfeilgiftfröschen, sondern auch aktiv durch Verwundung des Gegners durch einen Stoß mit dem stachelbewehrten Kopf.

## Arten
Derzeit sind zwei Arten beschrieben:
(Stand: 9. August 2022)
- Corythomantis botoque Marques, Haddad & Garda, 2021[6]
- Corythomantis greeningi Boulenger, 1896[7]

Corythomantis galeata wurde als Nyctimantis galeata (Pombal, Menezes, Fontes, Nunes, Rocha & Van Sluys, 2012) in die Gattung Nyctimantis gestellt.